# Clarence Kparghai
Clarence Kparghai (* 13. Mai 1985 in Monrovia, Liberia) ist ein schweizerisch-liberianischer Eishockeyspieler, der zuletzt beim HC Lugano in der National League unter Vertrag stand und an verschiedene Schweizer Clubs ausgeliehen war.

## Karriere
Clarence Kparghai wurde 1985 in Liberia geboren und floh 1990 aufgrund des Bürgerkriegs dort über die Elfenbeinküste in die Schweiz. Er wuchs in Ostermundigen auf und begann seine Karriere als Eishockeyspieler beim SC Bern, in dessen Nachwuchsbereich er bis 2004 aktiv war. Anschliessend gab der Verteidiger in der Saison 2004/05 sein Debüt im professionellen Eishockey für den SC Langenthal aus der Nationalliga B. Für diesen gab er in 24 Spielen eine Vorlage. Anschliessend wurde er vom HC Davos aus der Nationalliga A verpflichtet, spielte parallel jedoch für den EHC Chur. In der folgenden Spielzeit lief der gebürtige Liberianer mit Schweizer Pass in zwei Partien für den HC Davos in der NLA auf und verbrachte die restliche Saison erneut in der NLB beim HC Thurgau und dem EHC Biel, mit dem er Meister der NLB wurde.
Die Saison 2007/08 begann er beim EHC Olten, wechselte in den Play-offs jedoch zu seinem Ex-Club EHC Biel, mit dem er als NLB-Meister in die National League A aufstieg. In den Spielzeiten 2009/10 und 2010/11 erreichte der ehemalige Schweizer Junioren-Nationalspieler mit Biel erst in der Relegation den Klassenerhalt.
Im Dezember 2012 unterschrieb Kparghai einen Dreijahresvertrag beim HC Lugano, gültig ab der Saison 2013/14. Dort gehörte er zunächst fest zum Stammkader der Profimannschaft, ehe er im April 2016 eine schwere Knieverletzung erlitt, so dass er die komplette Saison 2016/17 verpasste.
In der Saison 2017/18 absolvierte er 20 Spiele für den HC Lugano, konnte jedoch nicht an seine Leistungen vor der Verletzung anknüpfen. Daher wurde er hauptsächlich bei den HCB Ticino Rockets in der zweiten Spielklasse eingesetzt. Als die Ticino Rockets ohne Playoffchancen im Februar 2018 die Saison beendet hatten, wurde er von Lugano an den EHC Kloten ausgeliehen, der mitten im Abstiegskampf stand. In seinem letzten Vertragsjahr beim HC Lugano, der Saison 2018/19, versuchte er sich wieder beim HC Lugano zu beweisen, wurde aber erneut zu Beginn der Saison in das Kader der Ticino Rockets beordert. Im Februar half er kurzfristig beim HC Davos aus und spielte für diesen auch beim Spengler Cup 2018.
Ende Januar 2019 wurde er dann abermals ausgeliehen, diesmal an den EHC Olten aus der Swiss League, um mit diesem die Play-offs zu bestreiten.

### International
Für die Schweizer Juniorenauswahl nahm Kparghai ausschliesslich an der U20-Junioren-Weltmeisterschaft 2005 teil, bei der er mit seiner Mannschaft den achten Platz belegte. Im November 2012 debütierte er für die Schweizer A-Nationalmannschaft beim Deutschland Cup. Zwischen 2013 und 2015 absolvierte er weitere Länderspiele für die Nationalmannschaft, wurde aber nie an einem grossen Turnier eingesetzt.

## Erfolge und Auszeichnungen
- 2007 Meister der NLB mit dem EHC Biel
- 2008 Meister der NLB und Aufstieg in die NLA mit dem EHC Biel

## Karrierestatistik
(Legende zur Spielerstatistik: Sp oder GP = absolvierte Spiele; T oder G = erzielte Tore; V oder A = erzielte Assists; Pkt oder Pts = erzielte Scorerpunkte; SM oder PIM = erhaltene Strafminuten; +/− = Plus/Minus-Bilanz; PP = erzielte Überzahltore; SH = erzielte Unterzahltore; GW = erzielte Siegtore; 1 Play-downs/Relegation; Kursiv: Statistik nicht vollständig)